# Mega Express Two
Die Mega Express Two ist eine Fähre der französischen Reederei Corsica Ferries – Sardinia Ferries.

## Geschichte
Die Fähre wurde unter der Baunummer 274 auf der italienischen Werft Cantiere Navale Fratelli Orlando in Livorno gebaut. Der Entwurf stammte vom finnischen Schiffsarchitekturbüro Deltamarin.
Die Fähre wird von Corsica Ferries – Sardinia Ferries zwischen dem italienischen und französischen Festland und den Inseln Korsika und Sardinien eingesetzt. Zeitweise verkehrt die Fähre auch zwischen Toulon und Alcúdia auf der spanischen Mittelmeerinsel Mallorca. Einzelne Fahrten laufen auch Ciutadella auf Menorca an.
Die Mega Express Two ist das Schwesterschiff der Mega Express.

## Technische Daten und Ausstattung
Die Fähre wird von vier Wärtsilä-Dieselmotoren des Typs 12VR46C angetrieben. Jeweils zwei Motoren wirken über ein Getriebe auf einen Verstellpropeller. Für die Stromerzeugung stehen zwei von den Hauptmotoren über die Getriebe angetriebenen Wellengeneratoren sowie drei von MAN-Dieselmotoren angetriebene Generatoren zur Verfügung. Die Fähre ist mit zwei Bugstrahlrudern ausgestattet.
Die Fähre verfügt über vier Fahrzeugdecks. Das Fahrzeugdeck auf dem Hauptdeck ist über zwei Rampen am Heck zugänglich. Von hier aus sind über Rampen ein weiteres Fahrzeugdeck auf dem Deck über dem Hauptdeck sowie zwei Fahrzeugdecks auf den Decks unter dem Hauptdeck zugänglich. Die Rampen sind verstellbar, so dass weitere Stellfläche auf den Decks entsteht. Zusätzlich befindet sich am Heck noch eine weitere Rampe, die beispielsweise von Fußgängern genutzt werden kann. Diese erreichen das Schiff ansonsten über Seitentüren auf beiden Seiten der Fähre.
An Bord der Fähre gibt es 294 Passagierskabinen, die jeweils ein Bad mit Dusche und Toilette besitzen. Außerdem stehen für die Passagiere 300 Liegesessel zur Verfügung. Das Schiff verfügt über Restaurants und Bars für die Passagiere. Außerdem steht ein Swimmingpool zur Verfügung.

## Aufbau
1. Deck (Garage deck) – Fahrzeugdeck, Maschinenraum und andere technische Betriebsräume
2. Deck (Garage deck) – Fahrzeugdeck, Maschinenraum und andere technische Betriebsräume
3. Deck (Garage deck) – Fahrzeugdeck auf dem Hauptdeck
4. Deck (Garage deck) – Fahrzeugdeck oberhalb des Hauptdecks
5. Deck (Sapphire deck) – u. a. Rezeption, Passagierskabinen und Bereiche mit Liegesesseln
6. Deck (Emerald deck) – u. a. Selbstbedienungsrestaurant und Passagierskabinen
7. Deck (Amethyst deck) – verschiedene Freizeiteinrichtungen, Restaurants und eine Bar sowie Passagierskabinen
8. Deck (Sun deck) – Pool und eine Bar; Bereiche für die Schiffsbesatzung
9. Deck (Sky deck) – Bereiche für die Schiffsbesatzung, Kommandobrücke[7]